# Gmina Tori
Gmina Tori (est. Tori vald) – gmina wiejska w Estonii, w prowincji Parnawa.
W skład gminy wchodzi:
- 1 miasto: Tori
- 20 wsi: Aesoo, Elbi, Jõesuu, Kildemaa, Kuiaru, Kõrsa, Levi, Mannare, Muraka, Muti, Oore, Piistaoja, Randivälja, Riisa, Rätsepa, Selja, Taali, Tohera, Urumarja, Võlli.